# 拡大鏡
拡大鏡（かくだいきょう、英: magnifying glass）とは、ルーペ（独: Lupe）、虫眼鏡（むしめがね）とも呼ばれるレンズで物体を拡大して観察する光学機器。凸レンズ（虫眼鏡のしくみ）か、フレネルレンズが使われる。

## 概要
ルーペは、1枚もしくはそれ以上のレンズで構成された、対象となる物体を拡大表示するための光学機器。家庭では読書や子供の学習などに、また、各種の産業用途に多種多様なものが使用されている。
また、ロービジョン（老眼、白内障、糖尿病など、各種疾患による視力の低下）用、あるいは時計修理や歯科治療といった精密作業用として眼鏡に取り付ける単眼、または双眼のものなど、多くの種類がある。

## ルーペの例

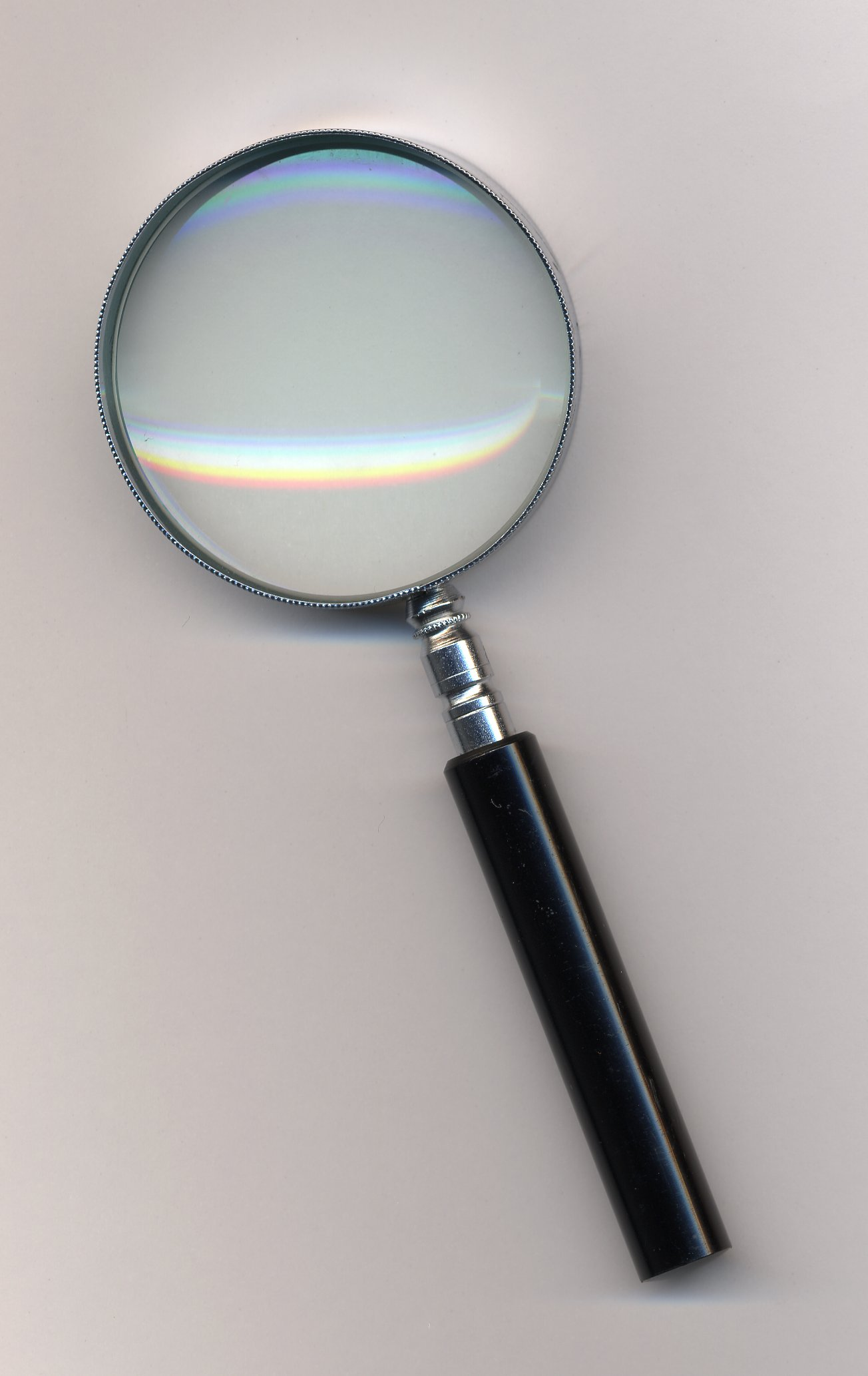
最も典型的な手持ちタイプ。多くがレンズが1枚だけ、低倍率だが広視野。
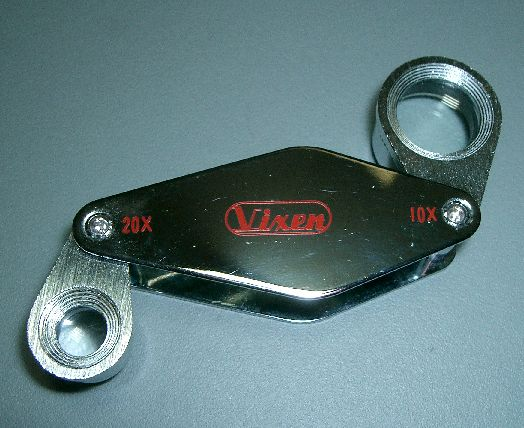
高倍率の折りたたみ(フォールディング)タイプで、理化学、ジュエリー鑑定などに用いる。
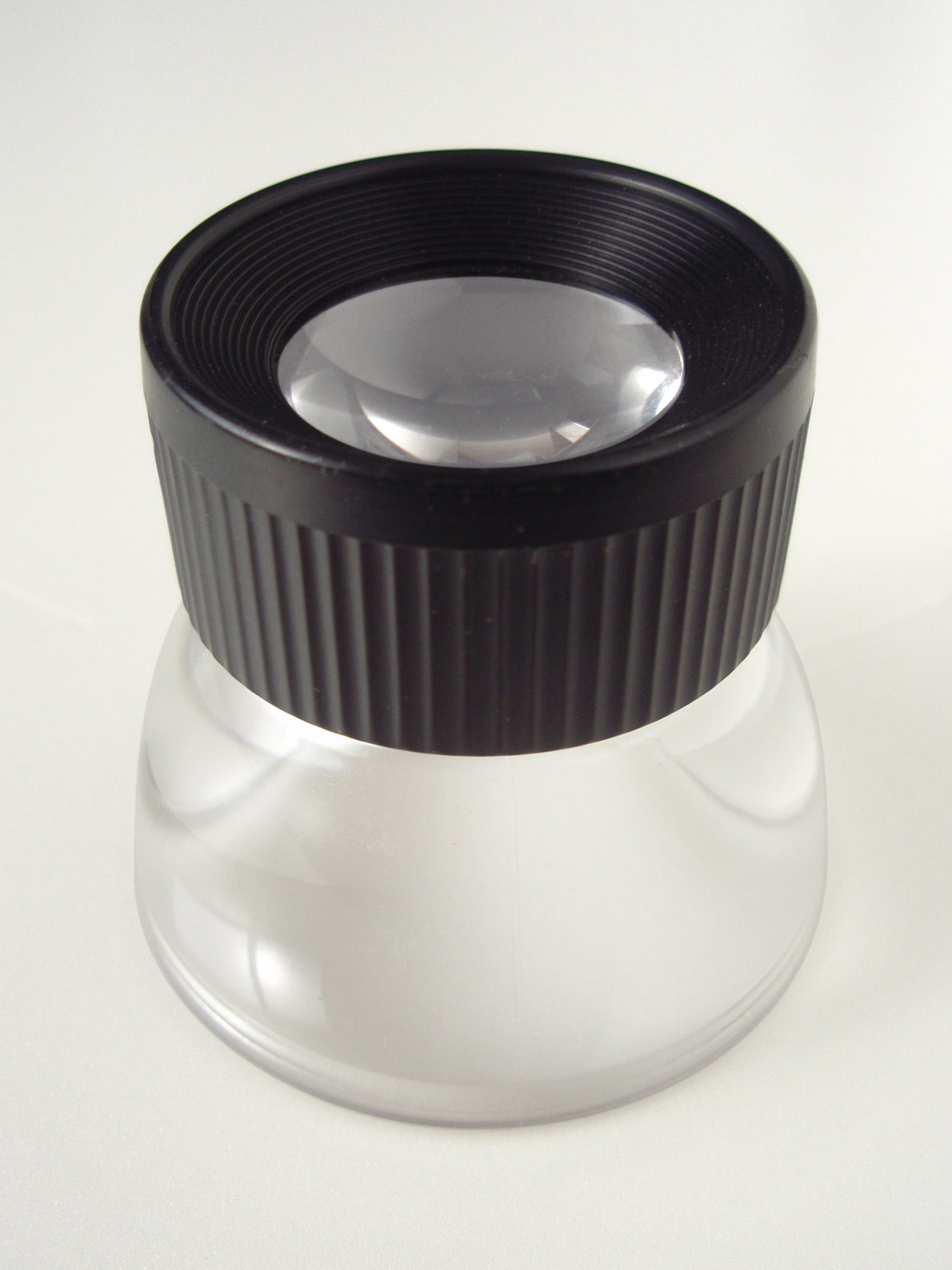
主に印刷物の検査に用いるもの。対象物に載せるだけで焦点が合う。
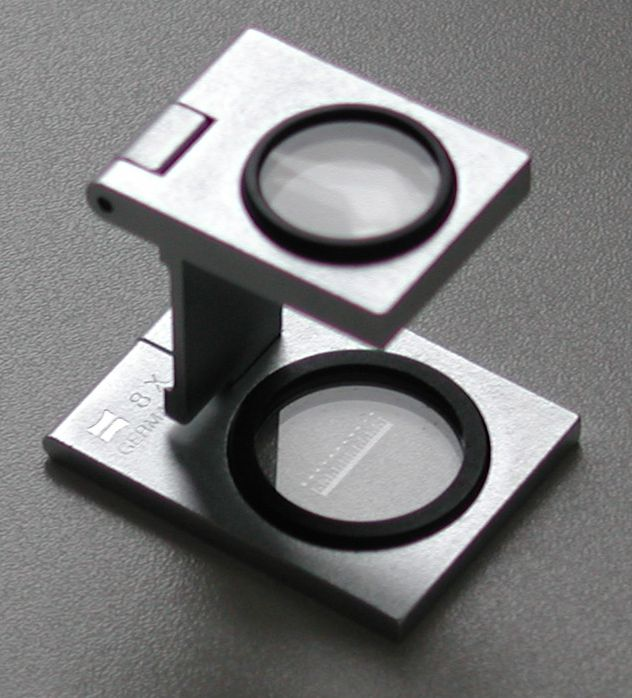
リネンテスター。主に繊維や印刷物の検査に用いる。対象物に載せるだけで焦点が合う。未使用時は小さく折りたためることが利点。
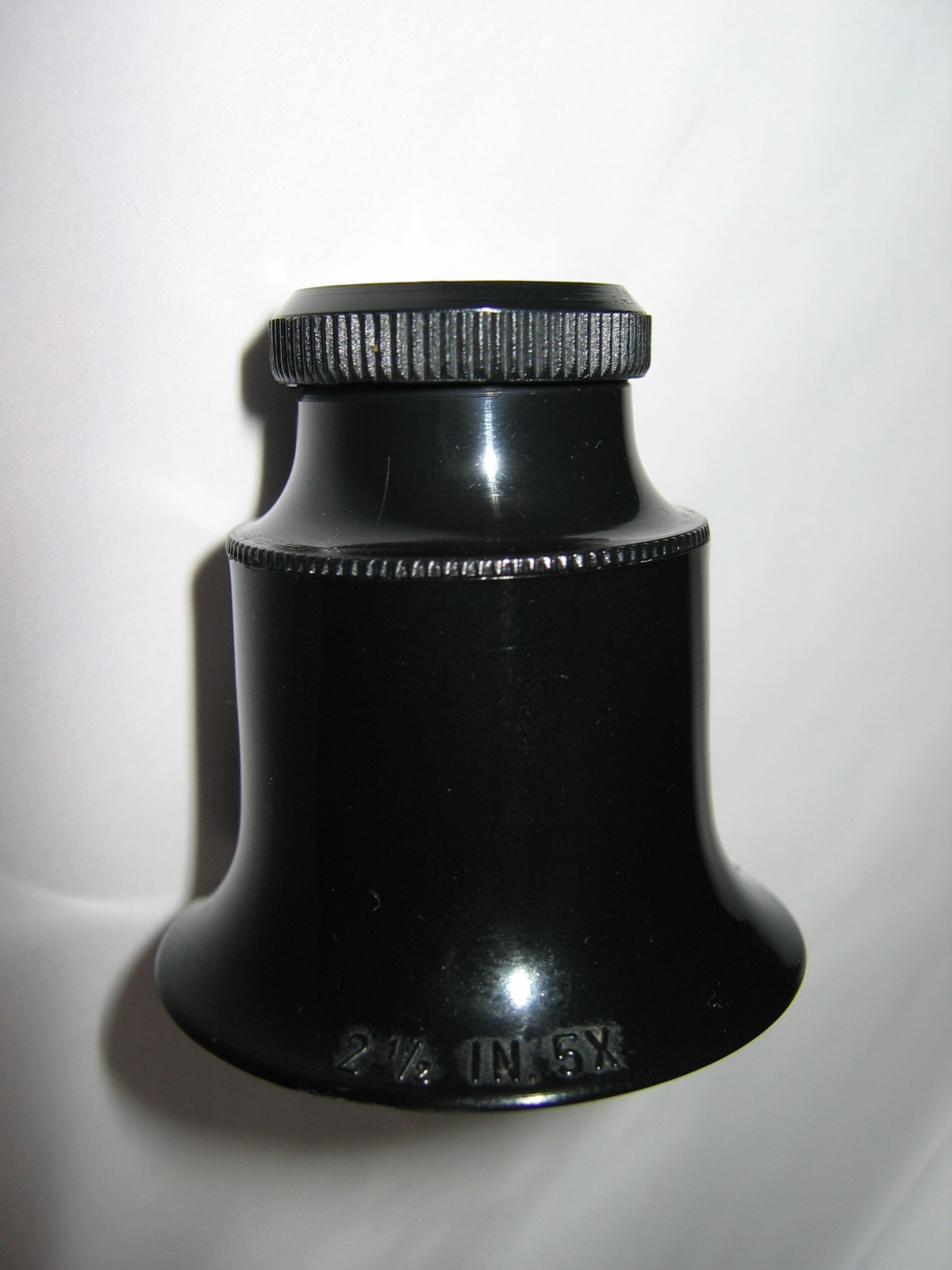
いわゆる時計見（キズミ）。眼窩に挟み込んで使うタイプで、両手が自由に使えるため、時計修理などに使用する。
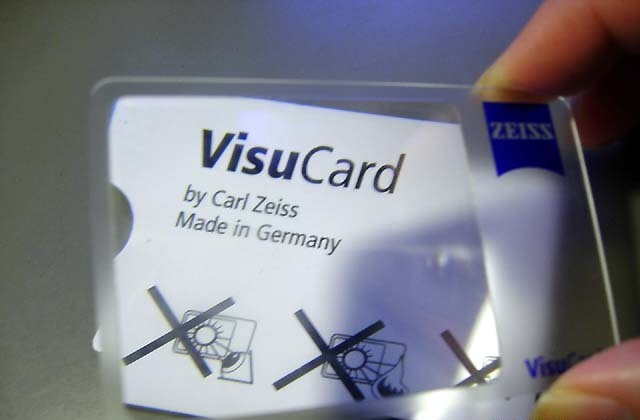
プラスチック製（アクリルが多い）フレネルレンズを使った、軽く、薄いタイプ。（カールツァイス・ビズカード）
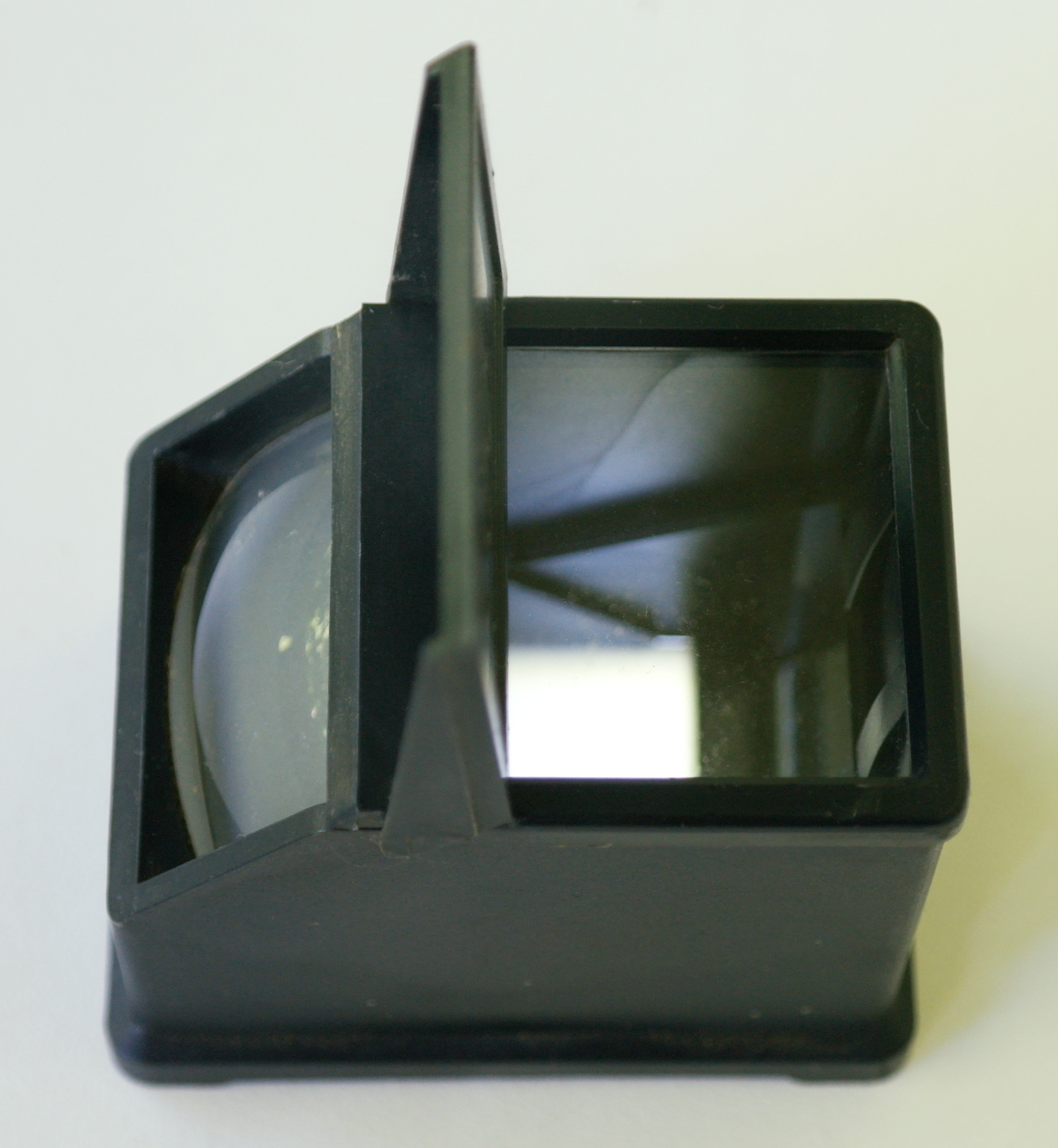
写真フィルムの引き伸ばし機のピント調節に使われた大型のフォーカススコープ

1916年のボシュロムのカタログにも、すでに今日の拡大鏡と変わらぬ形式のものが見られる。

## ルーペの主要メーカー

### 日本
- ニコン
- 東海産業（peakブランド）
- ビクセン (企業)
- ケンコー (光学)
- ミザール (企業)
- カートン光学
- ナイツ（ロービジョン、眼科むけ機器の専門メーカー。ルーペ、拡大読書機など）
- 神田通信工業

### 海外
- カール・ツァイス
- エッシェンバッハ光学（ロービジョンを得意とする）
- スピーゲル (企業)

## ソフトウェアとしての拡大鏡
拡大鏡やルーペ、あるいはズームという名称は、コンピュータ上のアプリケーションや電子辞書などにおいてディスプレイの一部などを拡大表示する機能の名称としても使われる。例えばMicrosoft Windows（98以降）にはディスプレイの任意の部分を拡大するアクセシビリティソフトウェアとして「Microsoft 拡大鏡」がある。現実のルーペと同じく、弱視（ロービジョン）者や高齢者などに使われている。また、市販の拡大鏡ソフトは現実の拡大鏡と同様、視覚補助具として、日常生活用具扱いで行政から購入補助がつく場合も多くある。